# Восстание Цао Циня
Восстание Цао Циня (кит. трад. 曹石之變, упр. 曹石之变, пиньинь Cáoshí Zhī Biàn) — восстание во времена империи Мин в Китае в столице империи городе Пекине, длившееся один день 7 августа 1461 года. Организатором восстания был китайский генерал Цао Цинь (曹钦; ум. 1461), воины которого — как монголы, так и ханьцы — выступили против императора Тяньшуня (годы правления 1457—1464). Цао и его соратники опасались, что Тяньшунь намерен уничтожить тех, кто помог ему отобрать трон у единокровного брата Цзинтая, который в 1449 году наследовал империю после Тумуской катастрофы. Планы заговорщиков стали известны императору, и мятеж окончился провалом. Трое братьев Цао были убиты в сражении, а сам он был вынужден покончить с собой в последней схватке с императорскими силами, штурмовавшими жилой район Пекина. Восстание стало высшей точкой политической напряжённости, возникшей из-за разрешения монголам работать в военной структуре Мин. Китайские чиновники часто требовали мзду с монгольских подчинённых за продвижение по службе и одновременно направляли их служить подальше от столицы.

## Предпосылки

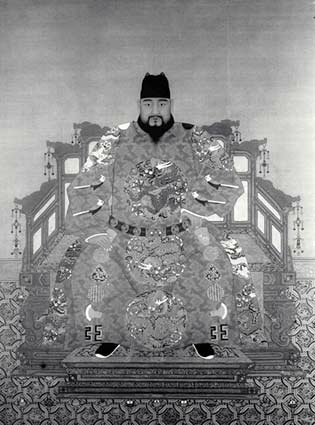
Император Чжэнтун (годы правления 1435—1449) во время Тумуского кризиса был пленён монголами и отпущен год спустя. В 1450 году оказался под домашним арестом на семь лет по приказу единокровного брата, императора Цзинтая. В 1457 году организовал переворот против Цзинтая и взошёл на трон как император Тяньшунь (годы правления 1457—1464)

В эпоху империи Мин (1368—1644) на военную службу стали принимать монголов. Это были или пленники, захваченные в боевых действиях, или добровольцы, поклявшиеся в верности Мин и поселившиеся в Китае. Некоторые покидали родные монгольские степи из-за стихийных бедствий (например, засухи), ища убежища в Китае, где получали приют и гостеприимство. Некоторые монголы добились высоких званий, и в редких случаях даже занимали посты министров в государственной иерархии. Монголы из знатных родов водили знакомство с шэньши обеих столиц (Нанкина и Пекина), а их сыновья воспитывались на классических китайских текстах. Тем не менее, монголы в империи по-прежнему подозревались в неблагонадёжности. Монголы нижних социальных слоёв часто обвинялись китайскими чиновниками в склонности к насилию, бандитизму, попрошайничестве и даже проституции. Под предлогом военной необходимости семьи монгольских воинов отправляли в различные районы Китая, не допуская их концентрации на северных территориях, граничащих с Монгольской империей. У Тинъюнь указывает, что заметное изменение политики произошло после Тумуского кризиса 1449 года: до этого поощрялась монгольская иммиграция, а после поддержка сменилась простым использованием тех, кто уже перешёл на службу Мин.
20 июля 1461 года, после июньских набегов монголов на территории Мин вдоль северного берега Хуанхэ, военный министр Ма Ан (马昂; 1399—1476) и генерал Сунь Тан (孙镗; ум. 1471) возглавили войско из 15 000 человек, предназначенное для защиты Шэньси. Историк Дэвид Робинсон утверждает, что «эти назначения должны были усилить подозрения насчет монголов, живущих в Северном Китае, что в свою очередь усугубило чувства незащищенности у монголов. Однако прямой связи между решением лояльных монголов присоединиться к пекинскому заговору и действиями монголов по другую сторону границы не обнаружено».

## За день до переворота
6 августа 1461 года император Тяньшунь издал указ, требовавший от подчинённых быть верными трону; фактически это была скрытая угроза Цао Циню, после того как его деловой партнёр из Цзиньи-вэй был убит с целью сокрытия незаконных операций. Этот человек действовал в интересах Цао, но когда его деятельность была раскрыта, его жена по приказу Цао сказала, что муж сошёл с ума и сбежал. Глава Цзиньи-вэй, Лу Гао (逯杲; ум. 1461), имел возможность задержать сбежавшего, и получил на это одобрение императора, после чего Цао распорядился забить своего бывшего партнёра до смерти, чтобы власти не смогли до него добраться.
Генерал Ши Хэн (石亨; д. 1459), который помог Тяньшуню занять трон, умер от голода в тюрьме после аналогичного предупреждения; его сын, Ши Бяо (石彪), был казнён в 1460 году. Цао Цинь не собирался позволить обойтись с собой подобным образом. В подчинении у него находились монгольские войска, прошедшие несколько военных кампаний 1440-х годов под командованием евнуха Цао Цзисяна (曹吉祥), приёмного отца генерала. Их верность обеспечивалась тем, что тысячи воинов пережили в 1457 году понижение в звании за помощь императору Цзинтаю в наследовании трона, за что ранее, наоборот, были вознаграждены. Робинсон утверждает, что монгольские военачальники, справедливо полагали, что в случае если Цао потеряет власть, вскоре последует и их черёд.
Предположительно Цао планировали убить Ма Ана и Суня Тана в момент выхода из столицы с войском в Шэньси утром 7 августа, но, возможно, он просто собираться воспользоваться их отсутствием. Заговорщики, вероятно, планировали возвести на трон своего ставленника, а Тяньшуня объявить «верховным императором», возвратив ему титул, который он носил в период домашнего ареста с 1450 по 1457 года.

## Убийство Лу Гао и записка Ли Сяня
В то время, как Цао в ночь на 7 августа организовал приём для монгольских военачальников, двое из его людей покинули празднество и сообщили о готовящемся заговоре генералам У Цзиню (吴瑾) и У Цуну (吴琮). У Цзинь предупредил Суня Тана, который через Западные Чанъаньские ворота доставил сообщение императору. Получив предупреждение, император арестовал Цао Цзисяна и приказал закрыть все ворота Запретного города. В это время Цао Цинь начал подозревать, что заговор раскрыт, и между 5 и 7 часами утра 7 августа поспешил выступить со своими войсками в сторону ворот Императорского города. После того как восточные ворота Дунаньмэнь открыть не удалось, подозрения переросли в уверенность.
Направив воинов на поиски Ма Ана и Суня Тана, Цао направился к Лу Гао — главе Цзиньи-вэй, занимавшемуся расследованием деятельности Цао Цзисяна и Цао Циня. Он убил Лу, отрубив ему голову и четвертовав. После этого Цао нашёл верховного секретаря Ли Сяня (李贤; 1408—1467), предъявил ему голову Лу и объяснил, что именно Лу спровоцировал его на мятеж. Ли Сянь согласился написать официальную записку о том, что Цао Цинь не желал вреда императору, что его месть Лу Гао окончена, и что он просит высочайшего прощения. Люди Цао также захватили министра Вана Ао (王翱; 1384—1467) и использовали имевшиеся у него документы при составлении записки. Ван и Ли передали записку через окошко ворот Императорского города, но те остались наглухо закрыты, и Цао стал угрожать убить Ли Сяня. Ван Ао и Вань Ци (万祺; ум. 1484), помощник Вана Ао, отговорили его от этого, напомнив, что Ли написал похоронную табличку для приёмного отца Цао.

## Провал мятежа и сражение во Внутреннем городе

План Пекина

Не добившись ответа от императора, Цао Цинь приступил к штурму ворот Дунъаньмэнь, Восточных и Западных Чанъаньмэнь. Восточные и западные ворота ему удалось поджечь, но пошедший дождь вскоре затушил пламя. Ворота защищали 5610 телохранителей императора, после подавления мятежа получившие достойное вознаграждение за проявленное упорство. Силы императора начали собираться за пределами Императорского города, готовя контратаку; Ли Сянь и Ван Ао смогли сбежать от Цао, но У Цзинь и глава цензората Коу Шэнь (寇深; 1391—1461) были убиты его воинами. Ранее Коу называл Цао преступником и был сторонником Лу Гао; его нашли в комнате ожидания у ворот Чанъаньмэнь, и, прежде чем умереть, Коу выкрикивал проклятья своим убийцам.
Генерал Сунь возглавил атаку против Цао Циня у ворот Дунхуамэнь, в то время как Ма Ан обошёл силы Цао сзади с фланга. Цао был вынужден отступить и создать временный лагерь у ворота Дунъаньмэнь. К полудню воины Суня Тана убили двоих братьев Цао (Сунь лично поразил стрелой второго брата, который вёл конницу в атаку против императорских войск). Цао Цинь также был ранен, ему повредили обе руки; его войска заняли позиции на Большом Восточном рынке и Рынке фонарей к северо-востоку от ворот Дунъаньмэнь, а Сунь направил против восставших артиллерию. Третьего брата, Цао Дуо (曹铎), убили при попытке сбежать из Пекина через ворота Чаоянмэнь. Цао сделал ещё одну попытку прорваться к северо-восточным воротам столицы (Аньдинмэнь и Дунчжимэнь), а затем вернулся к воротам Чаоянмэнь. Все ворота оставались запертыми. Наконец, Цао с оставшимися силами отступил в свой жилой квартал, чтобы там укрепиться. Императорские войска во главе с Сунем Таном и только что прибывшим Хуэйчанским хоу Сунем Цзицзуном (孙继宗) пошли на штурм. Чтобы избежать ареста и казни, Цао Цинь покончил с собой, бросившись в колодец. Императорские войска вытащили его тело посмертно обезглавили.

## Последствия

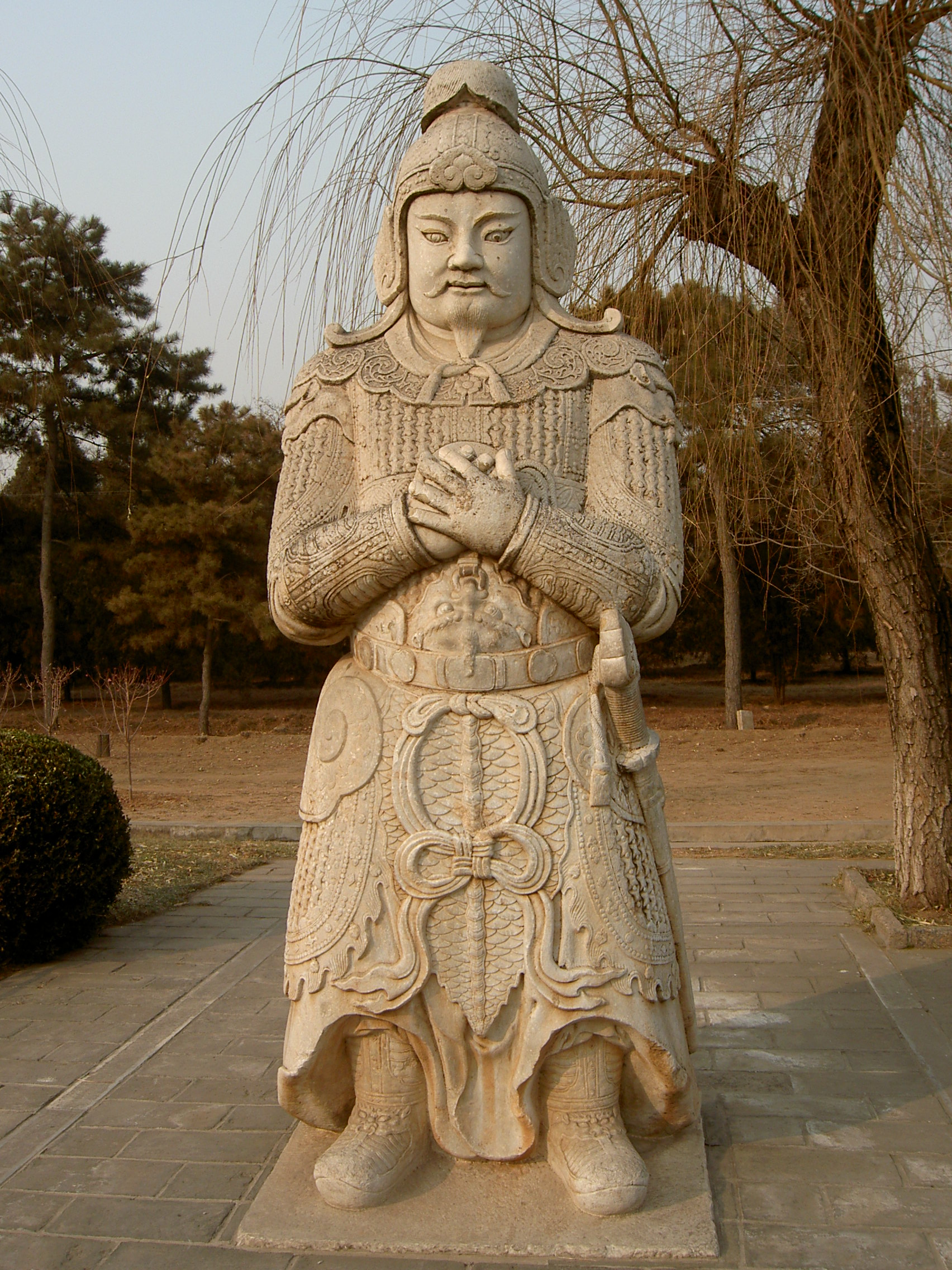
Статуя вооружённого стража из гробницы императоров династии Мин

Перед началом последнего штурма верховный секретарь Ли Сянь позволил воинам забрать себе всё, что они найдут в имении Цао. Также Ли предложил воинам в качестве награды титул и должность мятежника, которого им удастся захватить. Всех, кто был уличён в приверженности Цао Циню, казнили 22 августа 1461 года, в том числе и тех, кто служил в императорской страже или страже столичной провинции. Ранее, 8 августа, Цао Цзисян был подвергнут публичному четвертованию, как и предупреждал император Тяньшунь. Изуродованные тела Цао Циня и его братьев были оставлены без погребения. Тесть Цао Циня избежал наказания, так как было известно, что он отказался от общения с зятем с началом восхождения того по карьерной лестнице.
Император Тяньшунь пощадил некоторых мятежников, заменив смертный приговор на тюремное заключение. В их числе были Эсен Темюр, спустившийся по городской стене и укрывшийся на тыквенном поле аж в Тунчжоу. Ещё несколько человек были сосланы в Линнань «страдать от жаркого тропического климата в течение оставшейся жизни», как пишет Робинсон. Ли Сянь также советовал императору помиловать и простить тех, кто был силой втянут в восстание Цао.
Те, кто сумел поймать сбежавших мятежников, получили награду. В том числе получили повышения в звании и должности Чэнь Куй, монгольский военачальник У Цун, которому также добавили к жалованию двадцать лянов серебра и двести пикулей зерна, и Ма Анг. В память о погибших в сражении с Цао Цинем были созданы мемориальные дощечки.
Помимо наказаний и награждений, императорский двор предпринимал усилия по возвращению порядка в столичном регионе. Было приостановлено взимание несущественных налогов. Знать из клана императора организовала дежурства у ворот Императорского города на то время, пока многие из восставших оставались не пойманы. Некоторые жители Пекина воспользовались ситуацией, чтобы объявить мятежниками своих личных врагов и завладеть их собственностью. Чтобы прекратить подобную практику, несколько лживых доносчиков были избиты и проведены по улицам как преступники. В указе от 9 августа император уверял лояльных монгольских военачальников Баодина, что участие монголов в восстании Цао не будет иметь последствий для всех монголов. В октябре баодинский командующий Ми До-До-Лай, отличившийся ещё в сражениях с Эсэн-тайши во время вторжения 1449 года, был оставлен на своём посту в знак того, что беспокоится о потере власти ему не следует.
Три недели спустя после неудачного восстания Цао Циня монгольский вождь Болай, совершавший набеги на Северный Китай, прислал послов с предложением стать вассалом Мин. 9 сентября известие о мятеже достигло Чосона (Корея), при этом чиновник, отвечавший за доклад, сильно преувеличил жестокость сражения, заявив о десятках тысяч погибших и трёхдневном дожде, который затопил Запретный город потоками крови и воды. Внутренний бунт больше не затрагивал Пекина вплоть до его захвата армией Ли Цзычэна в 1644 году, что стало концом империи Мин и преддверием маньчжурского завоевания Китая. До установления империи Цин китайские чиновники продолжали демонстрировать высокую степень опасения по поводу монголов на военной службе Мин и по-прежнему склонялись к высылке их подальше столицы. Однако восстание Цао Циня стало последним проявлением значимости монголов в придворных делах, и хотя многие монгольские военачальники сохранили наследственные титулы именитых родов, в целом военная структура неуклонно теряла престиж, по мере того как люди всё более скромного происхождения постепенно заменяли знать.